# Wojciech Kurtyka
Wojciech „Voytek“ Kurtyka (* 20. September 1947 in Skrzynka (Lądek-Zdrój), Powiat Kłodzki) ist ein polnischer Bergsteiger. Zahlreiche Erstbegehungen in den Alpen und der Hohen Tatra, dem Hindukusch, aber auch im Himalaya und Karakorum gehören zu seinen größten Leistungen. 2016 wurde Kurtyka mit dem Ehrenpreis Piolet d’Or Lifetime Achievement, Walter Bonatti Award für sein Lebenswerk ausgezeichnet.

## Europa
Bis 1974 war Kurtyka vorzugsweise in der Hohen Tatra, dem Hindukusch und den Alpen unterwegs. Zudem führte er 1974 die erste Winterbesteigung der Trollwand, der höchsten Steilwand Europas, in Norwegen durch. Auch in den Alpen gelangen ihm mehrere Erstbegehungen, darunter auch eine an der Petit-Dru-Nordwand im Jahr 1973. Zusammen mit Jerzy Kukuczka und Marek Łukaszewski beging er 1975 eine neue Route an der Grandes-Jorasses-Nordwand.

## Himalaya und Karakorum
1975 nahm Kurtyka an der ersten Winter-Expedition zu einem Achttausender überhaupt teil. Ziel war der Lhotse, dessen Gipfel aber nicht erreicht werden konnte. Ein Jahr später war er Teilnehmer einer Expedition zum K2, bei der der Ostgrat erstmals begangen werden sollte. Auch diese Expedition scheiterte, Kurtyka erreichte eine Höhe von ca. 7900 m.
Nach diesen großen Expeditionen unternahm Kurtyka nur noch Besteigungen im Alpinstil im Himalaya. Er begann damit im Jahr 1978, als er mit seinem Kletterpartner Alex MacIntyre eine neue Route auf den Changabang beging.

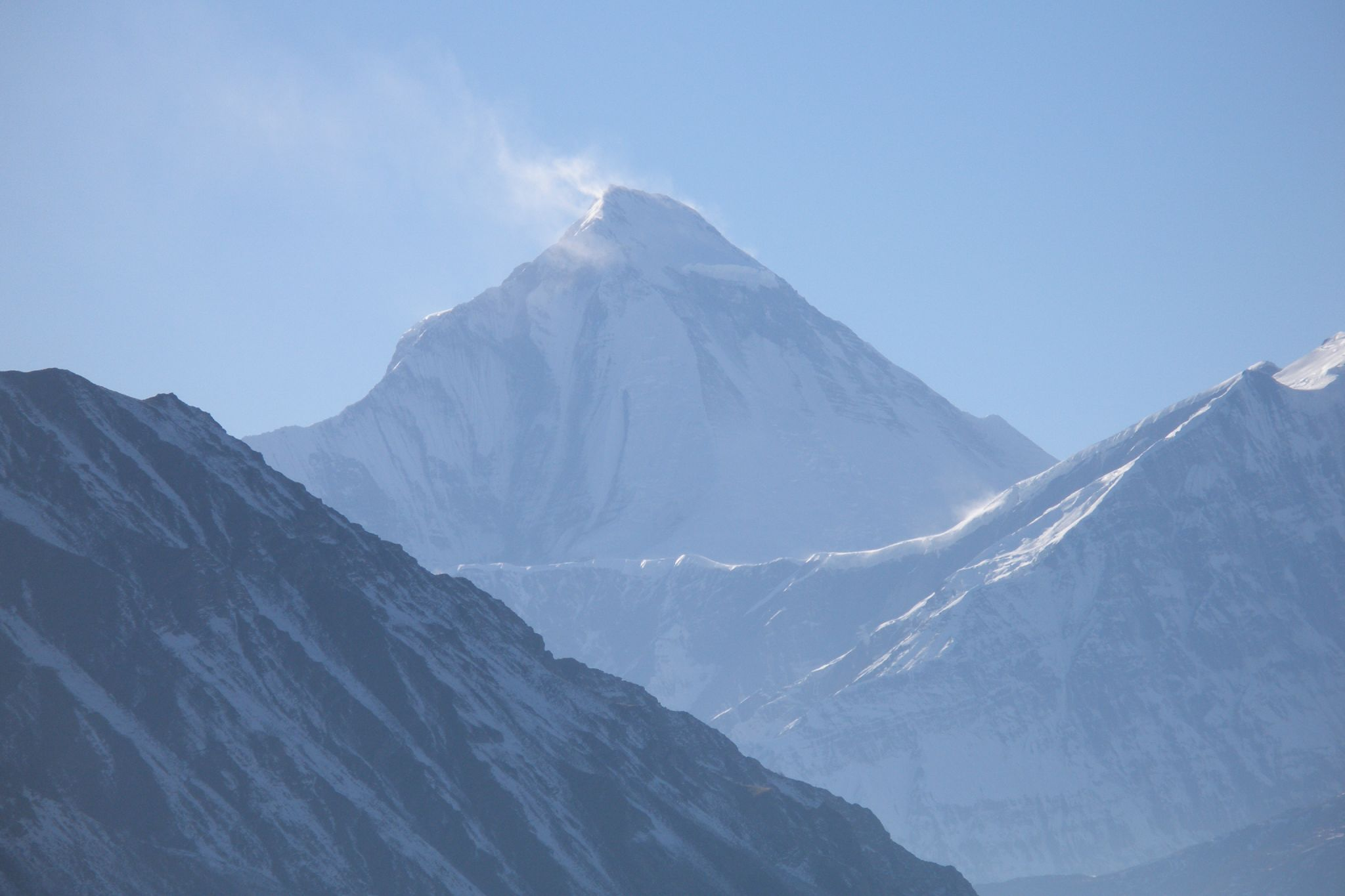
Ost- und Nordwand des Dhaulagiri

1979 nahm Kurtyka an einer polnischen Expedition zur Nordseite des Dhaulagiri teil. Die Besteigung scheiterte, doch Kurtyka entdeckte bei einer Erkundung eine mögliche Route in der Ostwand des Berges. Mit einem kleinen Team, bestehend aus MacIntyre, dem Franzosen René Ghilini und dem Polen Ludwik Wilczyński kehrte er im folgenden Jahr zum Dhaulagiri zurück. Den Kletterern gelang die Erstdurchsteigung der Ostwand im Alpinstil, auf einer Höhe von etwa 7500 Metern erreichten sie nach drei Tagen den Nordostgrat, biwakierten dort erneut, mussten den weiteren Aufstieg aber aufgrund stürmischen Wetters abbrechen und stiegen über den Grat ab. Eine Woche später bestiegen sie über den Nordostgrat den Gipfel, den sie am 18. Mai 1980 erreichten.
1981 versuchte er sowohl im Frühjahr als auch im Herbst, den Makalu über die Westwand zu besteigen, wobei er beide Male scheiterte. Zusammen mit Kukuczka bestieg er im Alpinstil den Broad Peak. Dabei hatten beide keine Erlaubnis, diesen Berg zu besteigen, sondern nur eine für den K2. Diese schloss zwar das Besteigen niedrigerer Berge zur Akklimatisation mit ein, nicht aber andere Achttausender. Beim Abstieg trafen sie auf Reinhold Messner, dem sie auf die Frage nach der Besteigung antworteten, sie seien ‚in der Gegend‘ gewesen. Messner verstand und versprach Verschwiegenheit. Den Gipfel des K2 erreichten Kurtyka und Kukuczka in diesem Jahr nicht mehr. Im Winter des Jahres scheiterte Kurtyka mit Messner am Cho Oyu.
1983 bestieg Kurtyka sowohl den Gasherbrum II als auch den Hidden Peak über neue Routen. Eine seiner bedeutendsten Leistungen vollbrachte er im Jahr 1984, als er mit Kukuczka den Nord-, Mittel- und Hauptgipfel des Broad Peak überschritt. Im folgenden Jahr kehrte Kurtyka zur Gasherbrum-Gruppe zurück, diesmal, um mit Robert Schauer den Gasherbrum IV über eine neue Route in der 2500 m hohen Westwand zu besteigen. Diese Route wurde bis dato nicht wiederholt. Nach acht Tagen in der Wand bei zum Teil stürmischem Wetter erreichten sie den Gipfelgrat. Aufgrund von Hunger, Durst und Erschöpfung verzichteten sie auf die Traverse vom Nord- zum Hauptgipfel und begannen unmittelbar mit dem Abstieg über den unbestiegenen Nordwestgrat, der weitere drei Tage dauerte. Nachdem Kurtyka 1986 am Nameless Trango Tower der Trango-Türme an der Ostseite gescheitert war, schaffte er diese Besteigung im Jahr 1988 zusammen mit Erhard Loretan. 1987 und 1989 scheiterte er erneut zwei Mal an der Westwand des K2. Nach diesen gescheiterten Besteigungen erkletterte Kurtyka im Jahr 1990 mit dem Shisha Pangma Central und dem Cho Oyu zwei weitere Gipfel mit mehr als 8000 m Höhe über neue Routen. Beide Besteigungen führte er mit Loretan und Jean Troillet durch.
Bis 1993 beging Kurtyka dann vor allem neue, schwere Routen in der Hohen Tatra, die bis heute zu den schwierigsten in der Region gehören. 1993 wollte er zusammen mit Doug Scott eine neue Route auf den Nanga Parbat über den Manzeno-Grat begehen, Scott verletzte sich aber vor dem ersten Besteigungsversuch. Im folgenden Jahr scheiterte Kurtyka erneut an der Westwand des K2. Bei einem weiteren Versuch am Manzeno-Grat des Nanga Parbat im Jahr 1997, diesmal zusammen mit Loretan, scheiterte er erneut.
Zwischen 1996 und 2002 scheiterte Kurtyka mehrfach an der Nordwand des Khan Tengri. Seitdem betätigt er sich mehr an kürzeren Sportkletterrouten. Noch mit 56 Jahren, im Jahr 2003, kletterte er eine mit 8a (franz.) bewertete Route.